# Goldcrest Films
Goldcrest Films is een Britse filmproducent die werd opgericht door Jake Eberts. In de jaren 80 beleefde het bedrijf zijn hoogtijdagen met kassuccessen als Local Hero (1983), The Killing Fields (1984) en Hope and Glory (1987), die werden geproduceerd met bescheiden budgetten. De films Chariots of Fire (1981) en Gandhi (1982) leverden het bedrijf twee Oscars voor beste film op. Na deze successen in de jaren 80 ging het bedrijf over op duurdere producties, met in de hoofdrollen vaak succesvolle Hollywoodacteurs. Dit leidde tot de films The Mission, Revolution en Absolute Beginners, die alle drie flopten.
Het bedrijf was ook betrokken bij de productie van diverse televisieseries, waaronder het populaire programma Robin of Sherwood.
De geschiedenis van het bedrijf wordt beschreven in het boek My Indecision is Final: The Rise and Fall of Goldcrest van Jake Eberts en Terry Ilott.

## Producties
- Chariots of Fire (1981)
- Gandhi (1982)
- An Unsuitable Job for a Woman (1982)
- Pink Floyd: The Wall (1982)
- Secrets (1983)
- Forever Young (1983)
- Local Hero (1983)
- The Ploughman's Lunch (1983)
- Runners (1983)
- The Dresser (1983)
- Winter Flight (1984)
- The Frog Prince (1984)
- Concealed Enemies (1984)
- Tottie: The Story of a Dolls' House (1984)
- Robin of Sherwood (1984-1986) (televisieserie)
- Another Country (1984)
- These Glory Glory Days (1984)
- P'tang Yang Kipperbang (1984)
- Cal (1984)
- The Killing Fields (1984)
- Nemo (1984)
- Mr. Love (1985)
- Dance with a Stranger (1985)
- Smooth Talk (1985)
- Revolution (1985)
- Sharma and Beyond (1986)
- Arthur's Hallowed Ground (1986)
- Absolute Beginners (1986)
- The Mission (1986)
- Knights & Emeralds (1986)
- White Mischief (1987)
- Matewan (1987)
- Hope and Glory (1987)
- Black Rainbow (1989)
- All Dogs Go to Heaven (1989)
- Rock-a-Doodle (1991)
- Being Human (1993)
- Driftwood (1997)
- Clockwatchers (1997)
- Bring Me the Head of Mavis Davis (1997)
- Elvis and Anabelle (2007)